# Seeventil
Als Seeventil werden Absperrvorrichtungen am Rumpf eines Wasserfahrzeuges bezeichnet, die binnenbords hinter einer Borddurchführung angeordnet sind.

Schema

## Funktion
Auf größeren Schiffen ist es immer als Ventil angelegt, auf kleineren Wasserfahrzeugen auch als Absperrhahn. Seeventile sind häufig auf beiden Schiffsseiten in die Bordwand eingesetzt oder an Seekästen montiert. Angeschlossen ist zumeist ein Seewasserfilter.
Das Seeventil dient zum kontrollierten Wassereinlass durch die Bordwand für die Motorkühlung, für das Feuerlöschsystem, die Deckwaschpumpen und für Brauchwasser wie die Toilettenspülung. Seeventile verhindern das Eindringen von Wasser in den Schiffsrumpf bei Defekten oder Arbeiten an den angeschlossenen Brauchwasserleitungen. Aus Sicherheitsgründen werden sie bei Nichtgebrauch geschlossen gehalten.
Insbesondere auf Kriegsschiffen gibt es auch Seeventile, die dem gewollten Fluten des Fahrzeuges oder Teilen davon dienen.

## Bilder

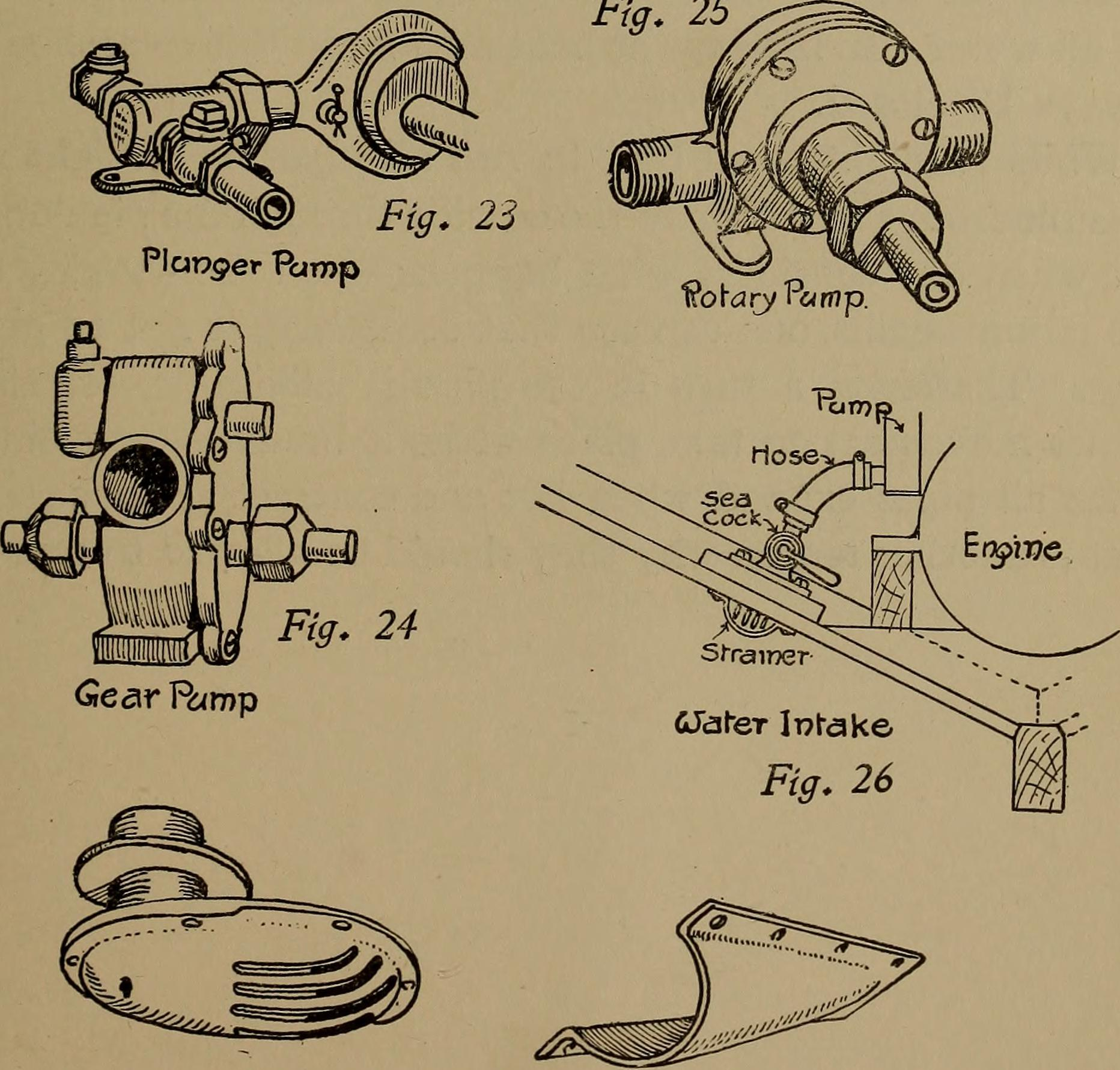
Figur 26 zeigt eine Anordnung mit Seeventil (Sea cock)
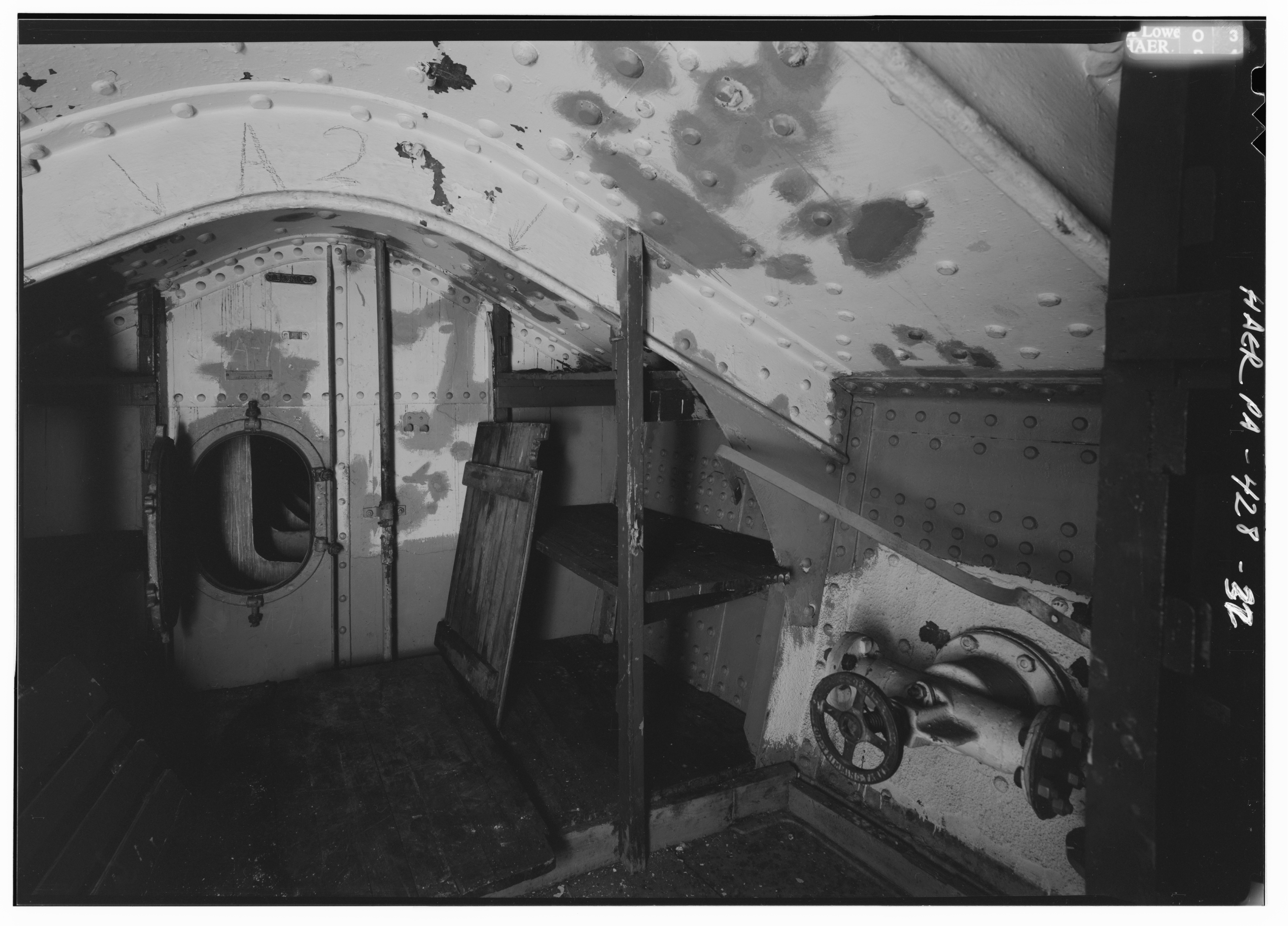
Beispiel für die Anordnung eines Seeventils der Olympia
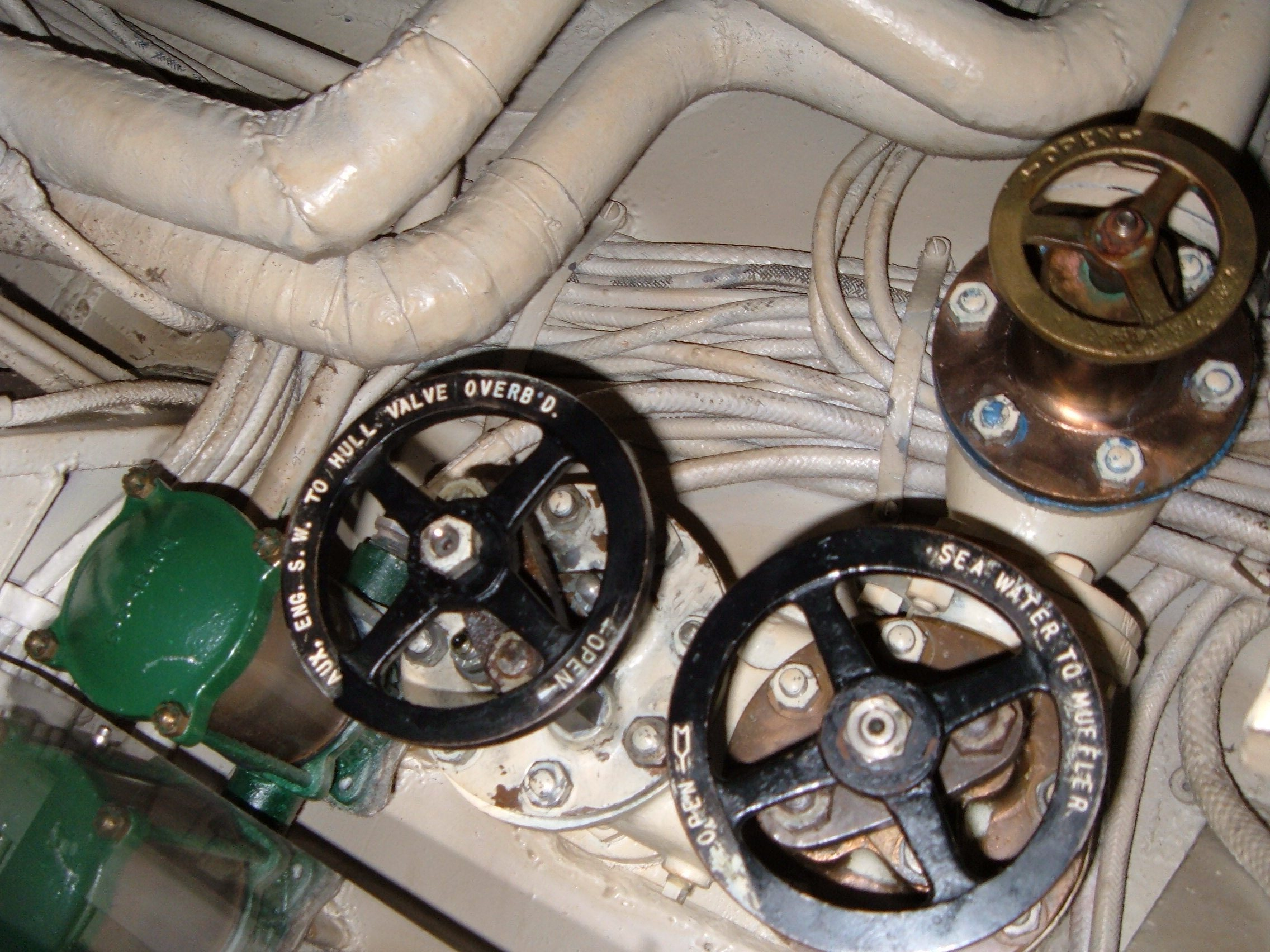
Seeventilanordnung auf der Pampanito
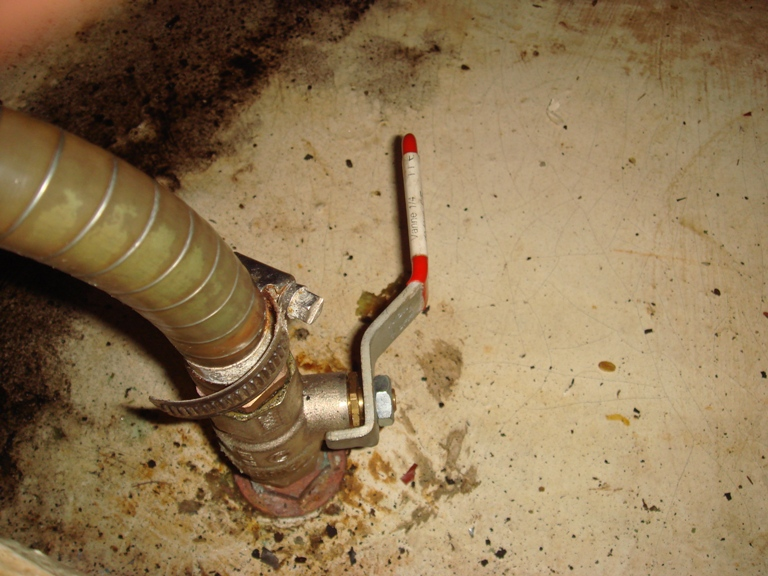
Seewasserventil (hier eigentlich -absperrhahn) einer Yacht